# Enjoy! (Jeanette Biedermann)
Enjoy! è il primo album in studio della cantante tedesca Jeanette Biedermann, pubblicato nel 2000 a nome Jeanette.

## Tracce
1. Go Back (Frank Johnes, Tom Remm, Wonderbra) – 3:34
2. Time Is on My Side (Johnes, Wonderbra) – 3:52
3. Be in Heaven (Johnes, Wonderbra) – 4:02
4. Will You Be There (Johnes, Remm, Wonderbra) – 3:19
5. I Won't Think Twice (Wonderbra) – 3:59
6. Sex Me Up (Johnes, Wonderbra) – 3:22
7. Oh Shit, I Love You (Johnes, Wonderbra) – 3:49
8. Can't Let You Go (Johnes, Wonderbra) – 5:22
9. Enjoy (Me) (Johnes, Remm, Wonderbra) – 2:42
10. Take Care (Johnes, Wonderbra) – 3:28
11. Amazing Grace (Trad., Wonderbra) – 3:26
12. She's the Winner (Johnes, Wonderbra) – 3:37